# Canelita Medina
Rogelia Medina Romero (* 6. März 1939 in La Guaira; † 4. Juli 2023), bekannt als Canelita Medina oder Canelita, war eine venezolanische Sängerin.
Canelita besuchte das Colegio Francisco Fajardo. Ihr Debüt als Sängerin hatte sie in einem Talenteprogramm von Radio Continente. Als professionelle Sängerin  trat sie dann mit Sonora Caracas (1956–64), in den 1960er Jahren mit Los Megatones de Lucho, in den 1970er Jahren mit Víctor Piñeros Los Caribes und schließlich mit den Estrellas Latinas auf. Nach einer mehrjährigen Pause kehrte sie mit Federico Betancourt Orchester als Sängerin auf die Bühne zurück. 1979 entstand ihr Soloalbum Sones y Guajiras; zwei Platten nahm sie mit dem Perkussionisten Carlos Emilio Landaeta auf.
Canelita war mit dem Pianisten Alfredo Sojo verheiratet. Aus dieser Ehe ging die Sängerin Trina de los Ángeles Medina hervor.

## Diskographie
- Combo Iris (1966)
- La Bruja (1967)
- Bésame Negro (1969)
- Soroso (1971)
- Las Estrellas Latinas (1974)
- Ayer y Hoy (1976)
- Mis Éxitos y Mas (1977)
- Sabor (1977)
- Federico y Su Combo 78 (1978)
- El Maestro (1979)
- Sones y Guajiras (1979)
- Trae Candela (1980)
- Sonero Clásico del Caribe & Canelita (1980)
- Sonero Clásico del Caribe (1980)
- Canelita (1981)
- A mi manera (1982)
- Yo soy el son (1983)
- Lo que siento (1984)
- La experiencia y el Futuro, (1986)
- Bailable y con clase (1988)
- Imagen Latina (1989)
- Canelita (1995)
- Ayer y Hoy (1996)
- Canelita y Andy Durán en concierto Tributo a Celia (2004)
- Sones y Guajiras (2005)
- Salsa dura Descarga a Tribute To Fania (2006)
- Trina Medina En Vivo (2006)
- Canelita Medina en vivo…50 años de vida artística (2009)